# نظریه جوانه‌زنی کلاسیک
نظریه جوانه زنی کلاسیک (CNT) رایج‌ترین مدل نظری است که برای مطالعه سرعت جوانه زنی استفاده می‌شود.    
جوانه‌زنی اولین مرحله در تشکیل خود به خودی یک فاز ترمودینامیکی جدید یا یک ساختار جدید است که از حالت شبه‌پایداری شروع می‌شود. سینتیک تشکیل فاز جدید غالباً تحت تاثیر جوانه‌زنی است، به طوری که زمان جوانه‌زنی مدت ظاهر شدن فاز جدید را تایین می‌کند. زمان جوانه‌زنی می‌تواند بر اساس مرتبه‌های بزرگی متفاوت باشد، از ناچیز تا بسیار بزرگ، بسیار فراتر از محدوده زمان تجربی. یکی از دستاوردهای کلیدی نظریه جوانه‌زنی کلاسیک، توضیح و تعیین کمیت برای این تنوع عظیم است. 

## شرح
نتیجه اصلی این تئوری، پیش‌بینی نرخ جوانه‌زنی({\displaystyle R}) است، بر حسب تعداد رویدادها بخش حجم در زمان. به عنوان مثال، یک نرخ {\displaystyle R=1000\ {\text{m}}^{-3}{\text{s}}^{-1}} در بخار فوق اشباع به طور متوسط 1000 قطره در حجم 1 متر مکعب در 1 ثانیه جوانه می‌زند.
پیش بینی CNT برای مقدار {\displaystyle R} است 
{\displaystyle r_{c}\ =\ {\frac {2\sigma }{\Delta H_{f}}}{\frac {V_{at}T_{m}}{T_{m}-T}}\implies \Delta G^{*}={\frac {16\pi \sigma ^{3}}{3(\Delta H_{f})^{2}}}\left({\frac {V_{at}T_{m}}{T_{m}-T}}\right)^{2}}
که در آن {\displaystyle T_{m}} نقطه ذوب است و {\displaystyle H_{f}} آنتالپی تشکیل برای ماده است. علاوه بر این، شعاع بحرانی را می‌توان به صورت بیان کرد
- {\displaystyle \Delta G^{*}} انرژی آزاد هسته دتابانرژی فعال سازیجوانه‌زنی است و {\displaystyle k_{B}T} میانگین انرژی حرارتی است که {\displaystyle T} دمای مطلق و {\displaystyle k_{B}} ثابت بولتزمن است
- {\displaystyle N_{S}} تعداد موقعیت‌های جوانه‌زنی است.
- {\displaystyle j} سرعت اتصال مولکول ها به هسته است.
- {\displaystyle Z} عامل زلدوویچ است، (به نام یاکوف زلدویچ [۶] ) که احتمال می‌دهد هسته ای در بالای سد به جای حل شدن، فاز جدید را تشکیل دهد.

این عبارت را می‌توان به عنوان محصول دو عامل در نظر گرفت: اول، {\displaystyle N_{S}\exp \left(-\Delta G^{*}/k_{B}T\right)}، که تعداد موقعیت‌های جوانه‌زنی ضرب در احتمال رشد یک هسته با اندازه بحرانی در اطراف آن است. می‌توان آن را به عنوان میانگین و تعداد آنی هسته‌ها در بالای سد هسته سازی بیان کرد. انرژی‌های آزاد گیبس و احتمالات بر اساس تعریف ارتباط نزدیکی با یکدیگر دارند.
احتمال تشکیل هسته در یک مکان با عبارت {\displaystyle \exp[-\Delta G^{*}/kT]} متناسب است. فلذا اگر {\displaystyle \Delta G^{*}} مقداری بزرگ و مثبت باشد، احتمال جوانه‌زنی به شدت کاهش می‌یابد و فرایند جوانه‌زنی به کندی صورت می‌گیرد. در این صورت، میانگین تعداد هسته‌ها به مراتب کمتر از یک خواهد بود، که به این معناست که ممکن است در هر زمان داده شده، هیچ نقطه‌ای هسته‌ای نداشته باشد.
دومین عامل در بیان آهنگ، مربوط به بخش دینامیکی ({\displaystyle Zj}) است. در اینجا، {\displaystyle j} میزان ماده ورودی و ({\displaystyle Z}) احتمال وجود یک هسته با اندازه بحرانی (در حداکثر مقدار سد انرژی) که به رشد خود ادامه داده و حل نشود را بیان می‌کند. فاکتور زلدوویچ با این فرض به دست می‌آید که هسته‌های نزدیک به بالای سد به طور موثر در امتداد محور شعاعی پخش می‌شوند.
با نوسانات آماری، یک هسته در بالای سد می‌تواند به صورت پراکنده به هسته‌ای بزرگ‌تر تبدیل شود که به فاز جدیدی تبدیل می‌شود، یا می‌تواند مولکول‌های خود را از دست داده و به چیزی تبدیل نشود. احتمال اینکه یک هسته مشخص به جلو حرکت کند با عبارت "{\displaystyle Z}" بیان می‌شود.
با در نظر گرفتن نظریه جنبشی و با فرض احتمال برابر انتقال در هر جهت، می‌توان عبارت {\displaystyle x^{2}=2Dt} را بیان کرد. همانطور که {\displaystyle Zj} نرخ پرش را تعیین می‌کند، فرمول قبلی را می‌توان بر حسب میانگین مسیر آزاد و میانگین زمان آزاد بازنویسی کرد. که به عبارت {\displaystyle \lambda ^{2}=2D\tau } می‌رسیم. در نتیجه، فرمولی برای {\displaystyle Zj} بر حسب ضریب انتشار به دست می‌آید.
{\displaystyle Zj={\frac {1}{\tau }}={\frac {2D}{\lambda ^{2}}}}
ملاحظات بیشتری را می‌توان جهت بررسی و مطالعه وابستگی به دما انجام داد. بنابراین، رابطه انیشتین-استوکس با در نظر گرفتن یک شکل کروی نوشته ‌‌می‌شود.
{\displaystyle D={\frac {k_{B}T}{6\pi \eta \lambda }}}
که در آن {\displaystyle \eta } ویسکوزیته ماده است.
با توجه به دو عبارت اخیر مشاهده می‌شود که {\displaystyle Zj\propto T}. اگر {\displaystyle T\approx T_{m}}، قرار داشتن {\displaystyle T_{m}} در دمای ذوب، مجموعه سرعت‌های بالایی به دست آورده و {\displaystyle Zj} و {\displaystyle \Delta G^{*}} افرایش می‌دهد بنابراین، {\displaystyle R} کاهش می‌یابد. همچنین اگر {\displaystyle T\ll T_{m}} باشد، این گروه دارای تحرک کم بوده که باعث می‌شود {\displaystyle R} نیز کاهش یابد.
برای فهم بهتر این مباحث تئوری در عمل، می‌توان به یک مثال اشاره کرد.  در مقاله‌ای از شبیه سازی کامپیوتری برای تخمین تمام مقادیر موجود در معادله فوق برای جوانه‌زنی یخ در آب مایع استفاده کرده اند. آنها این کار را برای یک مدل ساده اما تقریبی آب به نام TIP4P/2005 انجام دادند. در ناحیه سوپر کولینگ و دمای 19.5درجه سانتیگراد زیر نقطه انجماد آب، مدل خود، انرژی آزاد را برای جوانه زنی یخ تخمین زدند. {\displaystyle \Delta G^{*}=275k_{B}T}. آنها همچنین نرخ افزودن مولکول های آب به هسته یخ را در نزدیکی بالای سد تخمین می‌زنند. {\displaystyle j=10^{11}\ {\text{s}}^{-1}} و یک عامل زلدوویچ {\displaystyle Z=10^{-3}}. تقریباً 1028 مولکول آب در 1 متر مکعب از آن موجود است. اینها منجر به پیش‌بینی مقدار{\displaystyle R=10^{-83}\ {\text{s}}^{-1}} می‌شود، به این معنی که به طور متوسط باید 1083 ثانیه (به عبارتی دیگر 1076 سال) صبر کرد تا یک هسته یخی در 1 متر مکعب از آب در دمای 20 درجه زیر صفر تشکیل شود.
این یک نرخ جوانه‌زنی همگن است که برای مدلی غیرواقعی از آب تخمین زده می‌شود و آب واقعی نیست. در این آزمایش‌ها نمی‌توان هسته‌های آب را رشد دهیم. بنابراین نمی‌توان به طور مستقیم مقادیر سد {\displaystyle \Delta G^{*}}، یا پارامترهای دینامیکی مانند {\displaystyle j}، برای آب واقعی را تعیین نمود. با این حال، ممکن است در واقع هسته همگن یخ در دمای نزدیک به منفی 20 درجه سانتی گراد و بالاتر به وحود بیاید ولی این فرآیند بسیار کند است. به طوری که هر زمان که آب در دمای منفی 20 درجه سانتی گراد  و بالاتر از آن یخ می‌زند  به دلیل جوانه زنی ناهمگن است، یعنی یخ در تماس با یک سطح جوانه‎‌زنی می‌کند.

## جوانه زنی همگن
جوانه زنی همگن بسیار نادرتر از جوانه زنی ناهمگن است.   با این حال، جوانه‌زنی همگن ساده‌تر و آسان‌تر از جوانه‌زنی ناهمگن رخ می‌دهد، بنابراین ساده‌ترین راه برای درک جوانه‌زنی ناهمگن شروع با جوانه‌زنی همگن است. بنابراین ما محاسبه CNT را برای سد هسته‌ای همگن بیان می‌کنیم.

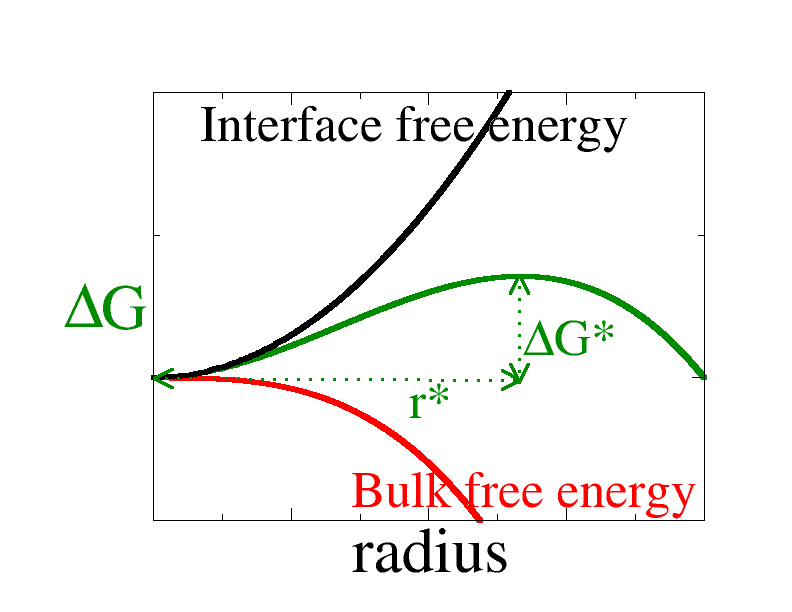
منحنی سبز کل انرژی آزاد (اگر در فشار ثابت گیبس باشد) به عنوان تابعی از شعاع است. مانع انرژی آزاد نشان داده شده است، و شعاع در بالای سد،. این انرژی آزاد مجموع دو جمله است. اولی یک عبارت حجیم است که به رنگ قرمز ترسیم شده است. این با حجم مقیاس می‌شود و همیشه منفی است. عبارت دوم یک اصطلاح سطحی است که به رنگ سیاه ترسیم شده است. این منشأ مانع است. همیشه مثبت است و با مساحت سطح مقیاس می‌شود.

برای درک اینکه جوانه زنی سریع بوده یا کند است، مقدار {\displaystyle \Delta G(r)}، که تغییر انرژی آزاد گیبس به عنوان تابعی از اندازه هسته است، باید محاسبه شود. نظریه کلاسیک  فرض می‌کند که حتی برای یک جوانه میکروسکوپی فاز جدید، می‌توانیم انرژی آزاد یک قطره({\displaystyle \Delta G}) را به عنوان مجموع یک جمله بزرگ که با حجم هسته رابطه داشته و یک جمله سطحی که متناسب با سطح آن است. بنویسیم. 
{\displaystyle \Delta G={\frac {4}{3}}\pi r^{3}\Delta g_{v}+4\pi r^{2}\sigma }
جمله اول عبارت بالا مربوط به حجم است و همانطور که فرض می‌شود هسته کروی است، این حجم یک کره با شعاع است {\displaystyle r} . {\displaystyle \Delta g_{v}} تفاوت انرژی آزاد در واحد حجم بین فازی که هسته شکل گرفته و فاز ترمودینامیکی جوانه‌زنی در آن رخ می‌دهد می‌باشد. به عنوان مثال، اگر آب در هوای فوق اشباع جوانه زنی کند، پس می‎‌توان گفت {\displaystyle \Delta g_{v}} انرژی آزاد در واحد حجم آب منهای انرژی آزاد هوای فوق اشباع در فشاری یکسان است. از آنجایی که جوانه زنی تنها هنگامی اتفاق می‌افتد که هوا فوق اشباع باشد، {\displaystyle \Delta g_{v}} همیشه عددی منفی است. اصطلاح دوم از بخش مشترک در سطح هسته می‌آید، به همین دلیل است که با مساحت سطح یک کره تناسب دارد.کشش سطحی رابط بین هسته و محیط اطراف آن است که همیشه مقداری مثبت دارد.
برای شعاع کوچک اصطلاح سطح دوم غالب است و {\displaystyle \Delta G(r)>0}. انرژی آزاد مجموع دو عبارت {\displaystyle r^{2}} و {\displaystyle r^{3}} می‌باشد. در حال حاضر با تغییر{\displaystyle r} عبارت {\displaystyle r^{3}} با سرعت بیشتری از {\displaystyle r^{2}} تغییر می‌کند، بنابراین  {\displaystyle r} را {\displaystyle r^{2}} اصطلاح غالب است و انرژی آزاد مثبت است در حالی که برای {\displaystyle r} بزرگ است، {\displaystyle r^{3}} ترم غالب است و انرژی آزاد منفی است. این موضوع در شکل سمت راست نشان داده شده است. بنابراین در مقداری متوسط از {\displaystyle r}، انرژی آزاد از یک ماکزیمم عبور می‌کند و بنابراین احتمال تشکیل یک هسته از یک بیشتر می‌شود. اندازه هسته ای با حداقل احتمال وجود دارد، یعنی هسته ای که بیشترین مقدار {\displaystyle \Delta G} را دارد. 
که در آن {\displaystyle T_{m}} نقطه ذوب است و آنتالپی تشکیل برای ماده است. علاوه بر این، شعاع بحرانی را می‌توان به صورت زیر بیان کرد
{\displaystyle \left[{\frac {dG}{dr}}\right]_{r=r_{c}}=0\implies r_{c}={\frac {2\sigma }{|\Delta g_{v}|}}}
در بحث بالا، هسته در حال رشد را سه بعدی و کروی فرض کردیم. معادلات مشابهی را می‌توان برای ابعاد دیگر یا اشکال دیگر با استفاده از عبارات مناسب برای شباهت‌های حجم و سطح هسته تنظیم کرد. سپس متوجه می‌شویم که هر هسته غیر کروی دارای ارتفاع سد بالاتری نسبت به هسته کروی مربوطه است. این را می‌توان از این واقعیت فهمید که یک کره دارای کمترین نسبت سطح به حجم است، در نتیجه سهم (نامطلوب) سطح را با توجه به سهم حجم عمده (مطلوب) در انرژی آزاد به حداقل می‌رساند. با فرض مقدار پیش فاکتورهای جنبشی مساوی، این واقعیت که {\displaystyle \Delta G^{*}} برای هسته های غیر کروی بیشتر است به این معنی بوده که سرعت تشکیل آنها کمتر می‌باشد. این توضیح می‌دهد که چرا معمولا در جوانه‌زنی همگن فقط هسته‌های کروی در نظر گرفته می‌شوند.

سه قطره روی یک سطح که کاهش زاویه تماس را نشان می‌دهد. زاویه تماس سطح بیرونی قطرات با سطح افقی جامد از چپ به راست کاهش می‌یابد.

نموداری که تمام عواملی را که بر هسته ناهمگن تأثیر می‌گذارند نشان می‌دهد

بر خلاف جوانه زنی همگن، جوانه زنی ناهمگن روی یک سطح یا ناخالصی رخ می‌دهد. این بسیار شایع تر از هسته سازی همگن است. این به این دلیل است که مانع جوانه‌زنی برای جوانه‌زنی ناهمگن بسیار کمتر از جوانه‌زنی همگن است. برای مشاهده این موضوع، توجه داشته باشید که مانع جوانه‌زنی با عبارت مثبت در انرژی آزاد تعیین می‌شود {\displaystyle \Delta G} که متناسب با کل سطح در معرض یک هسته است. برای جوانه زنی همگن مساحت سطح به سادگی یک کره است. با این حال، برای جوانه‌زنی ناهمگن، مساحت سطح کوچک‌تر است، زیرا بخشی از مرز هسته توسط سطح یا ناخالصی که روی آن جوانه‌زنی می‌شود، قرار می‌گیرد. 
عوامل متعددی وجود دارد که کاهش دقیق سطح در معرض را تعیین می‌کند.  همانطور که در نمودار سمت چپ نشان داده شده است، این عوامل شامل اندازه قطره، زاویه تماس، {\displaystyle \theta } بین قطره و سطح و برهمکنش‌های سه فاز مشترک: مایع-جامد، جامد-بخار و مایع-بخار.
انرژی آزاد مورد نیاز برای جوانه زنی ناهمگن، {\displaystyle \Delta G^{het}}، برابر است با حاصل ضرب جوانه زنی همگن، {\displaystyle \Delta G^{hom}} و تابعی از زاویه تماس، {\displaystyle f(\theta )} :
{\displaystyle \Delta G^{het}=f(\theta )\Delta G^{hom},\qquad f(\theta )={\frac {2-3\cos \theta +\cos ^{3}\theta }{4}}}
شماتیک سمت راست کاهش سطح در معرض قطره را با کاهش زاویه تماس نشان می‌دهد. انحراف از یک رابط مسطح سطح در معرض را حتی بیشتر کاهش می‌دهد: عباراتی برای این کاهش برای هندسه های سطح ساده وجود دارد.  در عمل، این بدان معناست که جوانه‌زنی روی عیوب سطحی اتفاق می‌افتد.

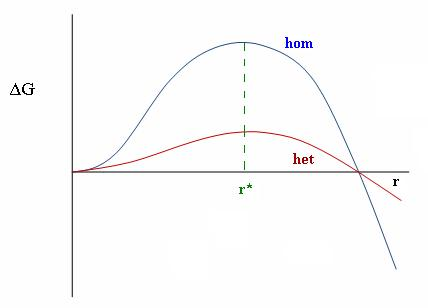
تفاوت در موانع انرژی